# امینی از اتاق ابزار
امینی از اتاق ابزار (به انگلیسی: Trustee from the Toolroom) ‏
رمانی نوشته نویل شوت رمان‌نویس انگلیسی است. شوت در ژانویه ۱۹۶۰ از دنیا رفت. کتاب همان سال بعد از مرگ او منتشر شد. این کتاب در رتبه بیست وهفتم صد رمان برتر به انتخاب کتابخانه مدرن قرار دارد.

## خلاصه داستان
داستان کتاب در مورد روزنامه‌نگار تخصصی‌نویس به نام کیت استوارت که کارش طراحی و ساخت نمونک است، می‌باشد. استوارت در مورد ساخت نمونک‌ها در مجله‌ای به نام مکانیک مینیاتور مقاله‌های دنباله‌دار می‌نویسد. این مجله همانند خود کیت مورد احترام جامعه نمونک سازان است. درست قبل از تصمیم به مهاجرت به کانادا خواهر و شوهر خواهرش از استوارت می‌خواهند جعبه‌ای فلزی را در قایق جاسازی کند. تا زمان رسیدن خواهر و شوهر خواهرش به بریتیش کلمبیا، دختر آنها، خواهر زاده کیت، قرار است پیش او و زن دایی اش بماند. خواهر و شوهر خواهرش در راه در پلونزی گم می‌شوند. پس از اثبات مرگ آن‌ها مشاور حقوقی شوهر خواهرش می‌گوید که تقریباً هیچ پولی در بساط نمانده‌است. اما مدارکی هست که نشان می‌دهد شوهر خواهرش ثروتش را برای بردن به خارج و فرار از محدودیتهایی که برای خروج پول و صادرات از پایتخت بریتانیا بر آن‌ها اعمال می‌شود، به الماس تبدیل کرده‌است. اکنون کیت سرپرست دائمی و امین (که عنوان کتاب به خاطر آن است) خواهر زاده اش می‌باشد، اما ثروت او کجاست؟
کیت می‌فهمد جعبه‌ای را که در قایق پنهان کرده حاوی الماس است و بدنبال راهی برای مسافرت و بازیابی آن از کشتی شکسته که کاری دشوار است می‌گردد. کیت کاری را که دوست داشته به انجام کاری که درآمد بیشتری دارد، ترجیح داده است و استطاعت پرداخت هزینه مسافرت به پلونزی را ندارد. از ارتباطات دنیای مهندسی نمونکها استفاده کرده و سفری بدون بلیط را تا هاوایی ترتیب می‌دهد. هیچ راه قانونی برای مسافرت از آنجا به جای دورتر که مقصدش است پیدا نمی‌کند. با قایق دست‌ساز «جک دونلی» یک نیمه پلونزیایی اهل اورگن و با دیدن آموزش سریع کشتیرانی با بی‌توجهی به کارنویسندگی اش که موجب شگفتی دوستانش است از هاوایی می‌رود.
یکی از خدمه‌ای که کیت را به هاوایی برده، در بازگشت با نگرانی پیش سردبیر می‌رود. سردبیر که تا حدودی از ریسکهایی که کیت می‌کند شوکه شده‌است، در دنیای مکانیکهای مینیاتور بدنبال فردی می‌گردد که بتواند به کیت کمک کند. سرانجام آقای سالمون هی ژورن - که بیشتر تجارت الوار شمال غربی اقیانوس آرام را از خانه و محل کارش در تاکوما نزدیک واشینگتن کنترل می‌کند – از ماجرا باخبر می‌شود. اتفاقاً هی ژورن نمونک ساز بی‌تجربه‌ای است که قبلاً نامه‌هایی طولانی به کیت نوشته و در مورد مقاله‌های او توضیحاتی را خواسته است، و همیشه کیت صبورانه به نامه‌ها پاسخ داده است. هی ژورن اخیراً در حال ساخت یکی از طرحهای کیت ساعت کانگرو است، موقعیت بدست آمده را غنیمت شمرده و به کمک کیت می‌شتابد. هی ژورن کاپیتان قایق همکار تجاری اش چانک فریس را راضی می‌کند (که اتفاقاً قایقی است که کیت و جک در هنولولو در مورد راه مناسب رسیدن به تاهیتی با کاپیتان آن مشورت کرده‌اند) تا به تاهیتی رفته و به کیت برای خروج از آنجا کمک کند. اتفاقاً کیت نیاز شدیدی به کمک دارد، چون که او و جک بدون جواز کشتی به تاهیتی آمده‌اند و هر دو در معرض خطر افتادن به زندان قرار دارند.
کاپیتان خطر را برطرف ساخته و با قایق اش کیت را به مکانی که قایق شوهر خواهرش شکسته می‌برد.
کیت به جزیره رسیده، در حالیکه به سرنوشت که او را تا اینجا آورده فکر می‌کند، عکس‌های زیادی گرفته، سنگ قبری آنجا نصب کرده و با موتور قایق که پیشنهاد بردن آن را یه بریتانیا و فروشش را مطرح می‌کند، آنجا را ترک می‌کند.
پس از رویداد شگفت‌انگیزی که طی آن دختر متأهل فری با جک دونلی فرار می‌کند، قایق به طرف ایالت واشینگتن، جایی که هی ژورن از دیدن مهندسی که بسیار تحسین اش می‌کند هیجانزده است، می‌رود. کیت ترتیب انتقال موتور را به خانه داده، سپس چندین روز را با هی ژورن گذرانده و به او در ساخت ساعت کمک می‌کند و موفق می‌شود اشتباه مهندسی را که در قرارداد بین شرکت هی ژورن و شرکت فری که میلیون‌ها دلار ارزش دارد رخ داده بیابد. هی ژورن ترتیب پرداخت حق مشاوره کلانی توسط شرکت فری به استوارت را می‌دهد؛ و شرکت خودش را وادار می‌کند هزینه سفر استوارت را بپردازند. کیت به خانه می‌رسد. به خاطر حق مشاوره‌ای که گرفته همسرش از رفتن به سر کار معاف شده و در خانه از خواهر زاده اش مراقبت می‌کند. بزودی بعد از رسیدن به خانه کیت الماس‌ها را در سوخت مخزن موتور پیدا کرده و با فروش آن‌ها خرج تحصیل و دیگر نیازهای خواهر زاده اش را فراهم می‌کند؛ و در آخر آنچه رمان بیرحمانه آزاد شوت نامیده شده به ما گفته می‌شود که بقیه شخصیت‌ها هم به خوشی زندگی شان را ادامه می‌دهند.

## پیش زمینه
کتاب بخاطر رفتار محترمانه اش با دستگاه‌ها، ابزار و صنعتگری مورد علاقه ابزار دوستان و به ویژه مهندسان و مهندسان نمونک ساز است. مجله خیالی «مکانیک مینیاتور» از روی مجله بریتانیایی واقعی «اینجنیر مدل» ساخته شده‌است وشوت خودش تصدیق کرده که شخصیت اصلی رمان از روی نویسنده اصلی آن مجله «ادگار. تی. وست بری» الهام گرفته شده‌است. موضوع داستان زیاد پیچیده یا رمز آلود نیست. تنش و درام داستان با شک کردن به درآمد و ندانستن منبع آن ایجاد می‌شود.
رمان دیدگاه آزادتری نسبت به کارهای قبلی شوت در مورد روابط جنسی نشان می‌دهد. رابطه بین «دونلی و دان فریس» توسط بیشتر شخصیت‌های داستان پذیرفته می‌شود. در کارهای اولیه شوت مانند: «شهری چون آلیس» روابط جنسی پیش از ازدواج تقبیح شده بود.
تعدادی از شخصیت‌های داستان از بین گروه‌هایی است که در مورد آن‌ها تعصب و پیش داوری وجود دارد. خانواده «هی ژورن» همانند تاجر الماس «الیاس فراک» یهودی هستند. «جک دونلی» یک آمریکایی رنگین پوست بی سواد و عقب مانده ذهنی است گرچه قایق ساز و ملوان با استعدادی است. قهرمان داستان «کیت استوارت»، مکانیکی از طبقه کارگر است، گرچه واقعاً با استعداد است. همه چهار شخصیت داستان مثبت ترسیم شده‌اند.